# Первый детский театр в России
Первый детский театр в России — домашний театр, созданный в городе Богородицке, Тульской губернии в 1779 году, известным общественным деятелем, учёным и управляющим Богородицкой усадьбой Андреем Тимофеевичем Болотовым.

## История возникновения
Первый в России детский театр был создан в 1779 году в г. Богородицке, Тульской губернии, в имении графов Бобринских, управляющим, известным учёным-энциклопедистом Андреем Тимофеевичем Болотовым (1738—1833).

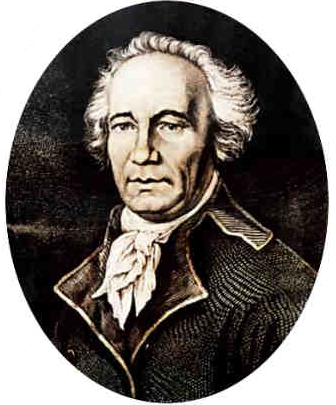
Bolotov

Идея создать детский театр возникла 7 октября 1779 года, во время празднования 41 дня рождения Болотова. 24 ноября 1779 года (по новому стилю 5 декабря 1779 года) в одном из залов дворца состоялась первая постановка театра по пьесе М.М. Хераскова «Безбожник». Актёрами стали жившие в усадьбе дети, в том числе сын А. Т. Болотова Павел. В XVIII веке репертуара для детского театра ещё не существовало. Первую пьесу Андрей Тимофеевич сам написал за два дня.

## «Честохвал»
Все пьесы Болотова носят воспитательный и назидательный характер. В них соблюдается принцип трёх единств (места, времени, действия), присутствуют «говорящие» имена и фамилии (Честохвал (хвастун), Добродушин, Благонрав, Злосердов), персонажи делятся на положительных и отрицательных. Действие комедии А. Т. Болотова «Честохвал»(1779 год) разворачивается в поместье Благонрава, роль которого исполнял сам Болотов. Роль сына Благонрава, Клеона, играл сын Андрея Тимофеевича Павел.
Пьеса рассказывает о неком Честохвале, который появляется в доме Благонрава с тайным желанием «приударить» за дворовой девушкой Марфуткой. Сам Честохвал, а точнее его поведение, и является главным содержанием пьесы. «Честохвалов, молодой дворянин лет 17 или 16» — типичный галломан, преклоняющийся перед Францией и брезгающий всем русским. Честохвал самозабвенно врёт обитателям дома, невероятно напоминая в сценах вранья Хлестакова. Их обоих отличает один тип поведения, «лёгкость необыкновенная в мыслях», пошлость и мнимая значимость.
Эпизодический образ погорелого крестьянина как индикатор проявляет сущность каждого персонажа. Каждый по-своему старается помочь ему, даря деньгами, куском пирога и, наконец, «старой избёнкой». Лишь Честохвалов травит его собаками. В финале Честохвал посрамлён и с позором изгнан в свою деревню Чертоводово, а добродетельный Клеон вознаграждён, получив в дар имение старика-соседа Добродушина.

«Честохвал» исполнялся неоднократно и имел успех у богородицких зрителей. Но самой известной пьесой Болотова-драматурга стала сентиментальная драма «Несчастные сироты».

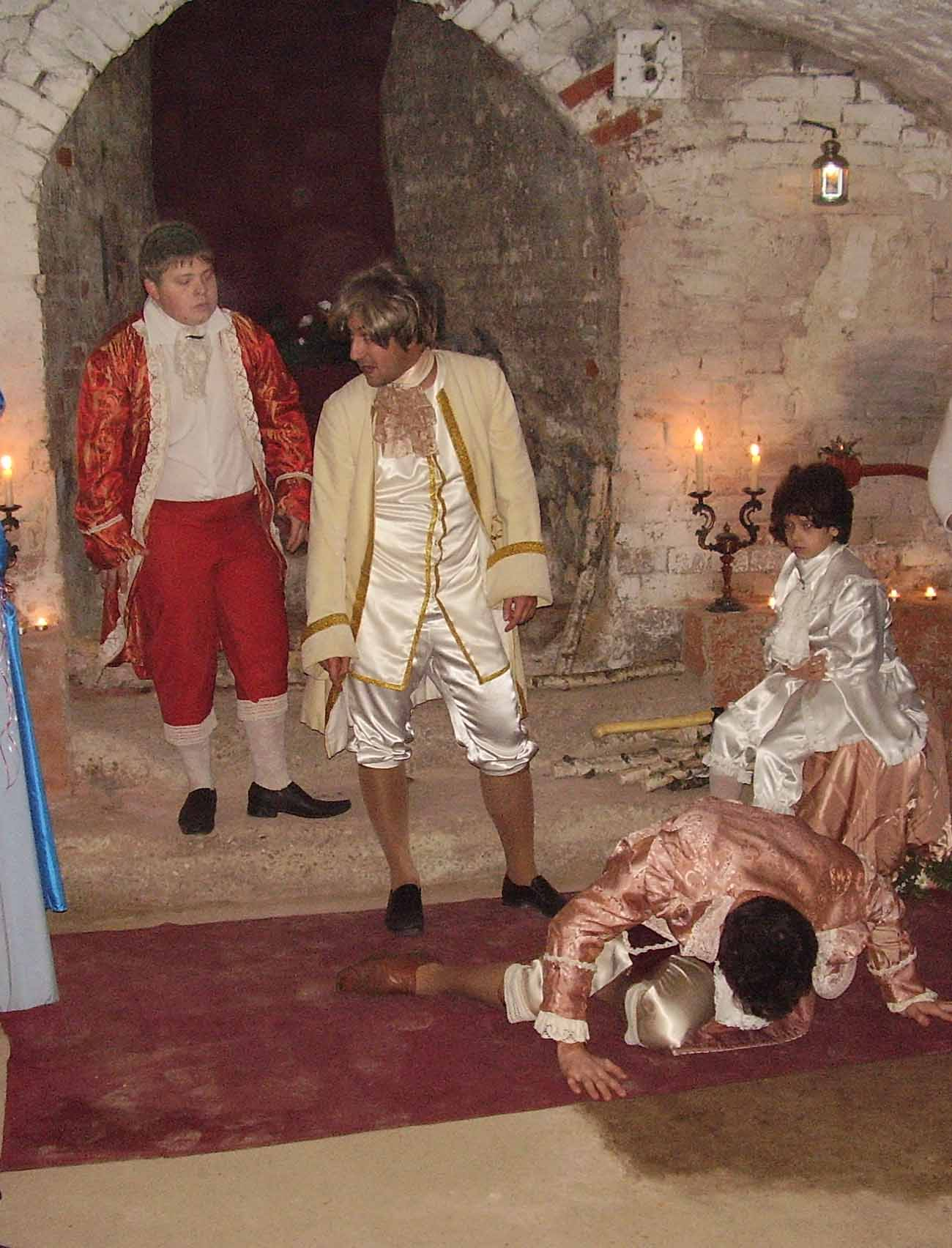
«Несчастные сироты»

## Слёзная драма «Несчастные сироты»
В русской драматургии 1770 годов сложился жанр сентиментальной «слёзной» драмы, для которой характерно противопоставление носителей порока и его страдающей жертвы, атмосфера чувствительности, упование на милосердие, финал с неожиданным появлением спасителя, торжеством справедливости и наказанием зла. В 1780 году А. Т. Болотов написал вторую в России пьесу для детей — драму «Несчастные сироты».

## «Несчастные сироты» и «Недоросль»
Сюжет «Несчастных сирот» напоминает сюжет комедии Д. И. Фонвизина «Недоросль». Но «Недоросль» вышла в печать в 1781 году, то есть через два года после написания и через год после опубликования «Несчастных сирот», в известной московской типографии друга А. Болотова Н. И. Новикова, который был хорошо знаком и с Фонвизиным. Мнение о том, что Фонвизин мог заимствовать что-то у Болотова, вполне возможно. Черты характера и положение объединяют Злосердова и Простаковых, «нещадно и безраздельно эксплуатирующих своих крепостных». Митрофан Злосердов («Несчастные сироты») и Митрофан Простаков («Недоросль») намерены насильно жениться на состоятельной сироте, чтобы завладеть её имением. Близки по характеру болотовская Серафима и фонвизинская Софья. Обеих отличает почтение к старшим и любовь к чтению.
Но есть и различия. Если цель комедии Фонвизина — осмеяние зла и порока, то задача драмы Болотова показать страдания жертв порока, вызвав тем самым сострадание к несчастным и отвращение к пороку. 

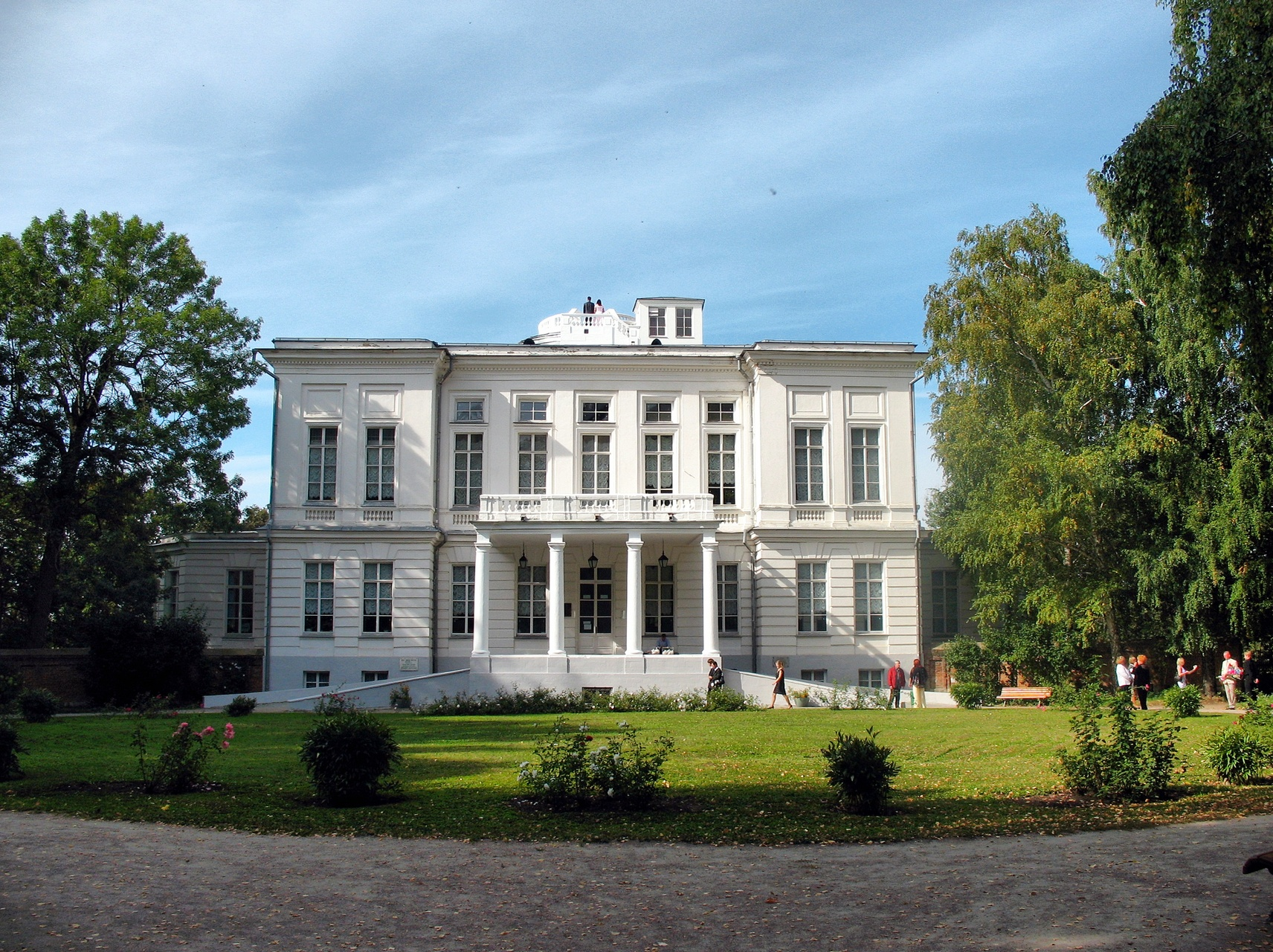
Богородицкий Дворец-музей

## Прототипы
При написании пьес Болотов во многом ориентировался на богородицкую усадьбу и местные провинциальные поместья.
В «Честохвале» оно расположено неподалёку от достаточно крупного города, куда герои ездят в оперу (не называется, но угадывается Тула, куда те же Болотовы выезжали в театр). Ближайшие города — Калуга и Орёл, немногим далее Воронеж. В городе бывают приезжие из Киева (действие 2, явление 1).

## Развитие театра
Театр приобрёл большую популярность. Зрителей стало гораздо больше, чем могла вместить комната, заменяющая зал. Болотов переводит театр в более просторное помещение в одном из дворцовых флигелей и оборудует сцену и зрительный зал. Здесь было всё, что положено в таких случаях: поднимающийся занавес, суфлёрская будка, специальное сценическое освещение, партер. Двойные кулисы позволяли мгновенно менять декорации, нарисованные при участии самого А. Т. Болотова, который был неплохим художником. В дни летней Казанской ярмарки на представлениях театра было более 200 зрителей.

## Репертуар
Точных сведений о репертуаре труппы не сохранилось. Известно, что в богородицком домашнем театре ставились последние сочинения модных авторов того времени: «Три брата совместники» и «Рогоносец по воображению» А. П. Сумарокова, «Угадай, не скажу» М. И. Попова, «Новоприезжие» Леграна (эта пьеса игралась на открытии Московского университета). Был в театре свой оркестр и «пастушечий балетец», организованный при помощи француза-учителя.
Из записок самого Андрея Тимофеевича стало известно о постановке пьесы «Необитаемый остров», для которой под руководством Болотова изготовили декорацию леса. Задний занавес представлял море. По ходу действия на глазах удивлённых зрителей по морю приплывал корабль, из которого на остров сходили матросы.
Была у Болотова и третья пьеса «Награждённая добродетель» (1781 год), которую автор считал лучшим своим творением. Главную роль Приезжего в которой собирался исполнять сам Болотов, но сведений о её постановке и о том, где может находиться её рукопись, нет.

## Закат театра
Болотовский театр просуществовал всего около двух лет. Официальный предлог прекращения театральной деятельности, связанный с тем, что дети слишком увлеклись сценой и забросили другие занятия, стал причиной придирок к А. Т. Болотову молодого князя С. С. Гагарина, назначенного новым куратором имения. Через некоторое время А. Т. Болотов покинул Богородицк.

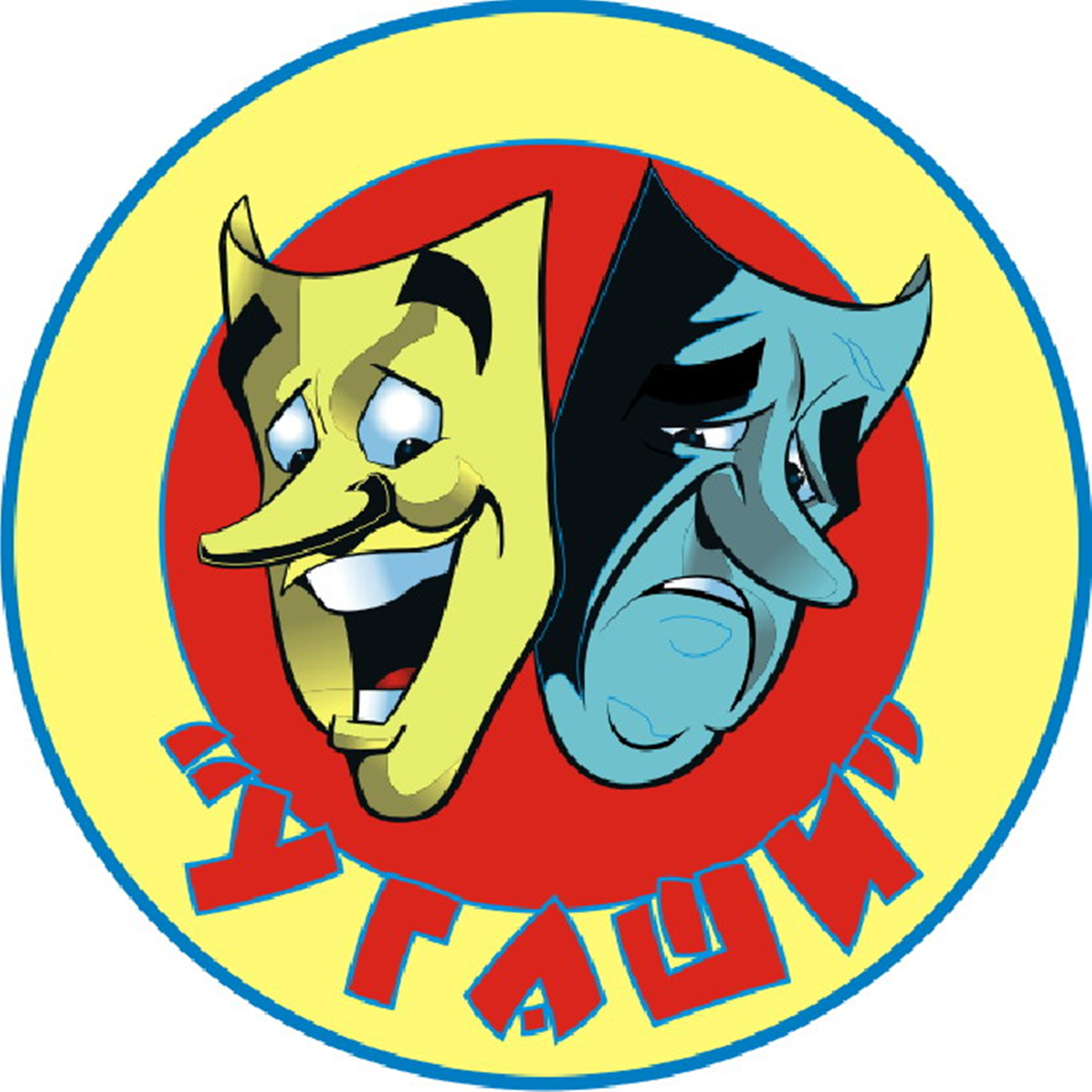
У Гаши

## Продолжение традиции
В декабре 1987 года в г. Богородицке появился новый театральный коллектив, известный сегодня как Богородицкий муниципальный домашний театр «У Гаши». Театр возник на базе «Библиотеки искусств», расположившейся в одном из особняков старинного парка усадьбы графов Бобринских. Первые десять лет постановки шли в овальном зале Дворца-музея, где в XVIII веке шли спектакли театра Болотова. Театр «У Гаши» не является прямым наследником театра Болотова, но по своей сути он во многом повторяет и продолжает традиции болотовского театра.
Оба театра играют в одних и тех же стенах Богородицкого Дворца-музея. Оба театра домашние, семейные, где вместе с родителями играют их дети. Точно так же один из актёров пишет пьесы, исходя из состава и возможностей труппы. Как и Болотов, современный театр активно вводит в спектакли музыкальные номера, из соображений экономии приспосабливает и переделывает одни и те же костюмы и декорации под разные спектакли. Именно поэтому театр «У Гаши», во многом продолжающий традиции русских домашних театров XVIII—XIX века, прежде всего театра А. Т. Болотова, получил наименование «домашний».
Театр неоднократно обращался к пьесам XVIII века, исполнявшимся в богородицкой усадьбе театром А. Т. Болотова. Прежде всего это произведения самого А. Т. Болотова «Честохвал» и «Несчастные сироты», а также неизвестные широкому зрителю пьесы Екатерины II. В создании декораций к спектаклям помогали преподаватели Богородицкой детской художественной школы им. П. А. Кобякова, расположившейся в старинном особняке усадьбы Бобринских.